# Образцова, Елена Васильевна
Еле́на Васи́льевна Образцо́ва (7 июля 1939, Ленинград, СССР — 12 января 2015, Лейпциг, Германия) — советская и российская оперная певица (меццо-сопрано), актриса, педагог, профессор Московской консерватории. Солистка Большого театра (1964—2009).
Герой Социалистического Труда (1990), народная артистка СССР (1976), лауреат Ленинской премии (1976) и Государственной премии РСФСР им. М. И. Глинки (1973).
Одна из выдающихся певиц второй половины XX века. Елена Образцова выступала на всех ведущих оперных сценах мира: Большой театр, Метрополитен-опера, Ла Скала, Венская опера, Королевский театр Ковент-Гарден, Баварская опера, Берлинская опера, Опера Гарнье, Мариинский театр, Колизей (Рим).

## Биография
Родилась 7 июля 1939 года в Ленинграде. Жила в блокадном Ленинграде. В 1943 году вместе с семьёй была эвакуирована в Устюжну Вологодской области.
В 1948—1954 годах пела в детском хоре Ленинградского Дворца пионеров имени А. А. Жданова (руководитель хора — М. Ф. Заринская).
Летом 1954 года отец был назначен главным конструктором на таганрогский завод «Красный котельщик». Руководство города выделило семье Образцовых квартиру в центре города, на ул. Фрунзе, д. 43, рядом со школой № 10, в которую определили Елену.
Окончив в 1956 году школу, она поступила в Детскую музыкальную школу им. П. И. Чайковского, к педагогу А. Т. Куликовой. На отчётном концерте Елену услышала директор Ростовского музыкального училища М. А. Маньковская, и по её рекомендации в 1957 году та была принята в училище сразу на 2-й курс. Через год, в августе 1958 года, пройдя успешное прослушивание, она поступила на подготовительное отделение Ленинградской консерватории им. Н. А. Римского-Корсакова.
В 1962 году завоевала первую премию на Всесоюзном конкурсе вокалистов имени М. И. Глинки.
В 1963 году, будучи студенткой консерватории, дебютировала на сцене Большого театра в партии Марины Мнишек в опере М. П. Мусоргского «Борис Годунов».
В 1964 году окончила Ленинградскую консерваторию по классу А. А. Григорьевой (оперный класс А. Н. Киреева). С того же года — солистка Большого театра. В том же году во время первых гастролей Большого театра на сцене Миланского театра «Ла Скала» выступила в роли Гувернантки в опере П. И. Чайковского «Пиковая дама». Несмотря на скромность этой партии, обратила на себя внимание итальянской публики и прессы. В дальнейшем выступила на сцене «Ла Скала» в главных партиях.
В 1975 году вместе с Большим театром отправилась на гастроли в США. В ходе спектакля «Борис Годунов» певицу, исполнявшую роль Марины Мнишек, пять раз вызвали на сцену восторженные зрители: спектакль пришлось остановить. Триумф в США окончательно утвердил её в статусе звезды мировой оперы. Через несколько месяцев выступила в «Трубадуре» — спектакле, открывавшем сезон Оперы Сан-Франциско: её партнёрами выступили Л. Паваротти и Дж. Сазерленд.
В 1976 году — в статусе приглашенной солистки «Метрополитен-опера» — вызвала сенсацию своим исполнением роли Амнерис в «Аиде» Дж. Верди. В 1977 году выступила в роли Далилы («Самсон и Далила» К. Сен-Санса) в этом же театре. Тор Экерт, критик «New York Times», тогда написал: «Сомневаюсь, что мы с вами слышали Далилу, которой бы так легко удавалось осилить две с половиной октавы — Образцова исполняет эту сложнейшую партию без тени напряжения».
В русской опере главные партии исполнила в «Хованщине» М. Мусоргского (Марфа), «Царской невесте» Н. Римского-Корсакова (Любаша), «Пиковой даме» П. Чайковского (Графиня), партию которой исполняла с 1965 года почти 40 лет.
Много гастролировала за рубежом. Работала на сцене лучших оперных театров мира. Пела на многих музыкальных фестивалях, в том числе на Международном фестивале в Оранже (дебют в 1979 — Далила) и Зальцбургском фестивале (дебют в 1978 — Эболи).
Была приглашена Ф. Дзеффирелли на роль Сантуцци в фильме «Сельская честь» (1982). «В моей жизни, — писал Ф. Дзеффирелли, — были три потрясения: Анна Маньяни, Мария Каллас и Елена Образцова, которая в дни съёмок фильма „Сельская честь“ сотворила чудо».
Отдельный пласт вокального творчества примадонны связан с музыкой Г. Свиридова, сочинённой и посвящённой композитором непосредственно певице: вокальный цикл «Десять песен на стихи Александра Блока» (1980), поэмы на стихи С. Есенина «Отчалившая Русь» (1983) в редакции для меццо-сопрано.

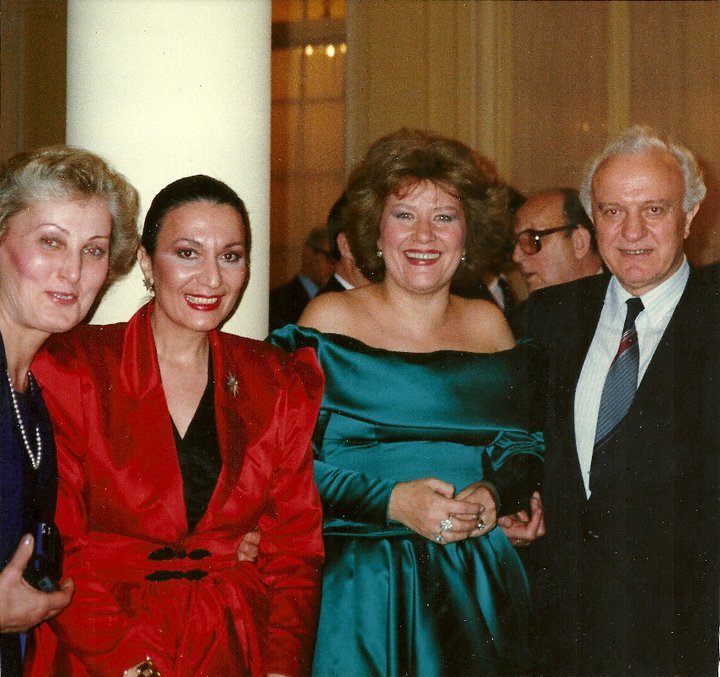
Елена Образцова с американским модельером Клеопатрой Бирренбах и Эдуардом Шеварнадзе

Выступала и в качестве оперного режиссёра: в 1986 году она поставила в Большом театре оперу Ж. Массне «Вертер» (дирижёр-постановщик — А. Жюрайтис), где исполняла главную партию.
Певица снималась в главных ролях в телевизионных музыкальных фильмах «Веселая вдова», «Моя Кармен», «Сельская честь» и «Тоска», имела обширный концертный репертуар — камерно-вокальные произведения П. И. Чайковского, М. И. Глинки, А. С. Даргомыжского, С. В. Рахманинова, Г. В. Свиридова, Р. Шумана, И. С. Баха, Г. Ф. Генделя и др.
Любимейшими и великими партнёрами она называла теноров В. Атлантова и П. Доминго.
Особо выделяла работу с дирижёрами Д. Баренбоймом, Г. фон Караяном, П. Доминго.
В 1999 году дебютировала на драматической сцене, сыграв главную роль в спектакле Театра Романа Виктюка «Антонио фон Эльба» по пьесе Р. Майнарди. В 2012 году сыграла в спектакле Театра сатиры «Реквием по Радамесу» (пьеса А. Николаи) в постановке Романа Виктюка.
В 2003—2004 годах состоялись её выступления с программой классического джаза (Д. Эллингтон, В. Дюк, Дж. Гершвин) с квартетом И. М. Бутмана и оркестром под управлением Д. Бергера.
В 2007—2008 годах в качестве художественного руководителя возглавляла оперную труппу Михайловского театра (Санкт-Петербург).
Певицей записано более 50 дисков на крупнейших студиях грамзаписи.
С 1996 года в Санкт-Петербурге действует созданный певицей Культурный центр, названным её именем, где она работала с молодыми исполнителями.
С 1999 года в Санкт-Петербурге регулярно проводится Международный конкурс молодых оперных певцов Елены Образцовой.
С 2011 года в Москве функционирует Фонд Елены Образцовой — благотворительный фонд поддержки музыкального искусства.
В 1973—1994 годах преподавала в Московской консерватории им. П. И. Чайковского, с 1984 — профессор. Давала мастер-классы в Европе, Японии, в Санкт-Петербурге и Москве, была председателем жюри ряда европейских Международных конкурсов вокалистов. В 2011 году возглавила жюри XIV Международного конкурса им. П. И. Чайковского. Преподавала в Токийской музыкальной академии «Мусашино» (профессор).
Масштабная творческая деятельность певицы и её заслуги перед российской и мировой музыкальной культурой нашли отражение в многочисленных публикациях музыковедов и искусствоведов.
Член Союза театральных деятелей РФ. Почётный член Пушкинской академии (с 1995), член Международного общества друзей Русского музея (с 1998), академик Русской академии искусствознания и музыкального исполнительства (с 1999), академик Академии российского искусства (с 1999).

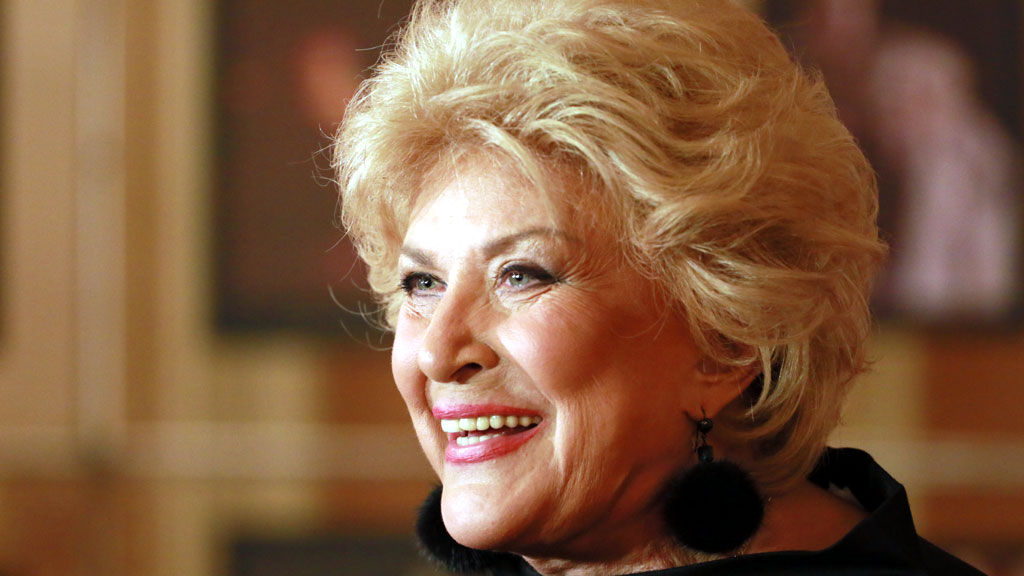
Елена Образцова в 2014 году

В 2013 году на сцене Большого театра прошло чествование (гала-концерт) 50-летия творческой деятельности певицы. На нем выступили как сама оперная дива, так и певцы, составляющие славу современной российской вокальной школы: Маквала Касрашвили, Зураб Соткилава, Хибла Герзмава, Максим Миронов, Александр Цымбалюк, Юлия Лежнева, Динара Алиева, Вероника Джиоева, Дмитрий Корчак, Василий Ладюк, Ольга Пудова. В концерте приняли участие Оркестр и Хор Большого театра (дирижёр Михаил Татарников), Московский камерный хор под руководством Владимира Минина, пианист Денис Мацуев. Вел концерт Святослав Бэлза.   

### Болезнь и смерть
С 2014 года болела лейкемией. С середины ноября проходила курс лечения в клинике Лейпцига, где был найден подходящий донор и проведена операция по пересадке костного мозга. Операция не принесла ожидаемого эффекта, поскольку ослабленный организм 75-летней пациентки не отреагировал должным образом. В конце 2014 года певицу в Германии навестили её давние друзья Иосиф Кобзон и Валентина Терешкова.
Скончалась 12 января 2015 года на 76-м году жизни в одной из клиник Лейпцига, где проводила зиму и проходила лечение по настоянию врачей. Церемония прощания проходила 14 января 2015 года в Большом театре, отпевание — 15 января 2015 года в Храме Христа Спасителя. Похоронена в этот же день на Новодевичьем кладбище Москвы.

### Семья
Отец — Василий Алексеевич Образцов (1905—1989), до и во время войны работал главным конструктором на ленинградском предприятии, с 1954 года — главный конструктор на таганрогском заводе «Красный котельщик».
Мать — Наталья Ивановна Образцова (1913—1994)
Первый муж (с 1964 года) — Вячеслав Петрович Макаров (1932—2023), физик-теоретик, ведущий научный сотрудник теоретического отдела Института общей физики Российской академии наук (ИОФ РАН), кандидат физико-математических наук, доцент кафедры ФН4 МГТУ им. Н. Э. Баумана и МФТИ.
- Дочь — Елена Вячеславовна Макарова (род. 1966), певица (меццо-сопрано), с 1996 года жила в Барселоне, ученица Монтсеррат Кабалье[8].
  - Внук — Александр Макаров (род. 1988)[22] от первого брака дочери.
  - Внучка — Элиа (род. 2010)[22][23] от второго брака дочери с каталонцем Джорди[22].

Второй муж (с 1982 по 1998 год) — Альгис Марцелович Жюрайтис (1928—1998), дирижёр Большого театра, народный артист РСФСР (1976). Похоронен на Аксиньинском кладбище в Одинцовском районе Московской области.

## Творчество

### Оперные партии
1963
- 17 декабря — М. П. Мусоргский «Борис Годунов» — Марина Мнишек

1964
- 12 марта — П. И. Чайковский «Пиковая дама» — Полина / Миловзор
- 29 сентября — С. С. Прокофьев «Война и мир» — Горничная
- 1 октября — С. С. Прокофьев «Война и мир» — княжна Марья
- 3 октября — П. И. Чайковский «Пиковая дама» — Гувернантка

1965
- 10 января — П. И. Чайковский «Пиковая дама» — Графиня
- 19 мая — Дж. Верди «Аида» — Амнерис
- 28 октября — Б. Бриттен «Сон в летнюю ночь» — Оберон

1967
- 29 марта — Н. А. Римский-Корсаков «Царская невеста» — Любаша

1968
- 3 мая — А. П. Бородин «Князь Игорь» — Кончаковна
- 18 мая — М. П. Мусоргский «Хованщина» — Марфа

1970
- 13 апреля — С. С. Прокофьев «Семён Котко» — Фрося

1971
- 5 января — С. С. Прокофьев «Война и мир» — Элен Безухова

1972
- 4 марта — Ж. Бизе «Кармен» — Кармен
- 7 октября — Дж. Верди «Трубадур» — Азучена

1973
- 4 апреля — Дж. Верди «Дон Карлос» — Эболи

1974
- 8 января — К. Сен-Санс «Самсон и Далила» — Далила
- 1 ноября — Ж. Массне «Вертер» — Шарлотта

1975
- 11 апреля — К. В. Молчанов «Зори здесь тихие» — Женя Комелькова

1977
- 2 февраля — П. Масканьи «Сельская честь» — Сантуцца
- 9 сентября — Ф. Чилеа «Адриана Лекуврёр» — Принцесса де Буйон
- 30 декабря — Дж. Верди «Бал-маскарад» — Ульрика

1978
- 29 апреля — Б. Барток «Замок герцога Синяя Борода» — Юдит

1979
- 12 марта — В. Беллини «Норма» — Адальджиза
- 1 сентября — Н. А. Римский-Корсаков «Садко» — Любава

1980
- 9 апреля — И. Ф. Стравинский «Царь Эдип» — Иокаста

1982
- 21 февраля — Г. Доницетти «Анна Болейн» — Джейн Сеймур

1984
- 15 ноября — К. В. Глюк «Орфей и Эвридика» — Орфей

1989
- 22 июля — Л. Керубини «Медея» — Нерис

1990
- 5 июня — О. Респиги «Пламя» — Эвдосия
- 14 июля — Ж. Массне «Иродиада» — Иродиада
- 16 сентября — Дж. Пуччини «Сестра Анжелика» — Герцогиня

1992
- 23 марта — Г. Доницетти «Фаворитка» — Леонора

1996
- 23 января — С. С. Прокофьев «Игрок» — Бабуленька

1999
- 9 мая — Дж. Верди «Луиза Миллер» — Федерика

2000
- 18 февраля — С. С. Прокофьев «Война и мир» — Ахросимова

2003
- 6 сентября — И. Штраус «Летучая мышь» — Князь Орловский

2006
- 3 июня — Г. Доницетти «Дочь полка» — Маркиза де Биркенфельд

### Роли в драматическом театре
- 1999 — Ренато Майнарди «Антонио фон Эльба» — Амалия
- 2012 — Альдо Николаи «Реквием по Радамесу» — Норма Кверчолини

### Фильмография
- 1969 — Похищение — артистка Образцова
- 1972 — Воскресный музыкант — оперная певица
- 1977 — Моя Кармен (фильм-опера) — Кармен
- 1979 — Поёт Елена Образцова (короткометражный) — главная роль
- 1980 — Счастливое содружество
- 1980 — Елена Образцова в Японии
- 1979 — И образ мой предстанет тебе
- 1982 — Сельская честь — Сантуцци
- 1984 — Весёлая вдова (фильм-спектакль) — Ганна Главари
- 1984 — Наследство — артистка в опере
- 1988 — Любовь и муки Елены Образцовой
- 1995 — Елена Великая
- 2012— Реквием по Радамесу (фильм-спектакль) — Норма Кверчолини

Участие в фильмах
- 1981 — Романса трепетные звуки (документальный)
- 1989 — Выше, чем любовь (документальный)

## Признание заслуг

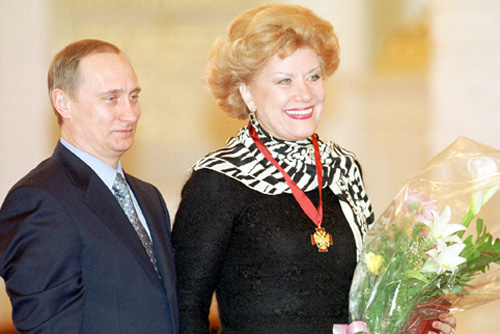
Президент России Владимир Путин награждает орденом «За заслуги перед Отечеством» III степени. 28 марта 2000, Москва, Кремль

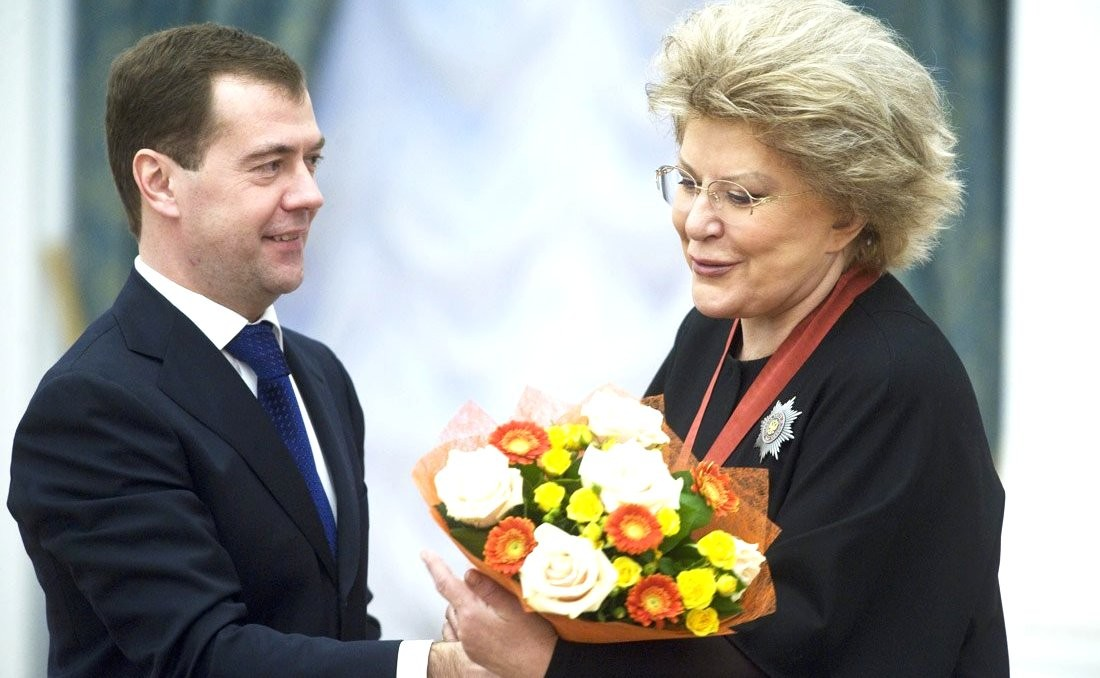
Президент Российской Федерации Дмитрий Медведев вручает Елене Образцовой орден «За заслуги перед Отечеством» II степени (28 декабря 2009)

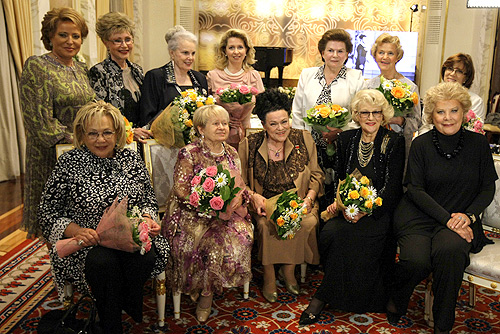
Елена Образцова на 80-летнем юбилее Людмилы Зыкиной 10 июня 2009

Государственные награды Российской Федерации и СССР:
- Заслуженная артистка РСФСР (1970) — за заслуги в области советского вокального искусства[24]
- Народная артистка РСФСР (1973) — за большие заслуги в области советского искусства[25]
- Народная артистка СССР (1976) — за большие заслуги в развитии советского музыкального и хореографического искусства и в связи с 200-летием Государственного академического Большого театра СССР[26]
- Герой Социалистического Труда (1990) — за выдающиеся заслуги в развитии советского музыкального искусства[27]
- Государственная премия РСФСР имени М. И. Глинки (1973) — за концертные программы и театральную деятельность 1971—1972 годов[28].
- Ленинская премия в области литературы, искусства и архитектуры (1976) — за концертные программы 1973—1974 годов и исполнение партий в операх «Семен Котко», «Кармен», «Трубадур» в Государственном академическом Большом театре Союза ССР[29]
- орден Трудового Красного Знамени (1971)
- орден Трудового Красного Знамени (1980) — за большую работу по подготовке и проведению Игр XXII Олимпиады[30]
- орден Ленина (1990)
- орден «За заслуги перед Отечеством» II степени (2009) — за выдающийся вклад в развитие музыкального искусства и многолетнюю плодотворную творческую деятельность[31]
- орден «За заслуги перед Отечеством» III степени (1999) — за большой вклад в развитие музыкального искусства[32]
- орден «За заслуги перед Отечеством» IV степени (2014) — за достигнутые трудовые успехи, заслуги в гуманитарной сфере, активную законотворческую и общественную деятельность, многолетнюю добросовестную работу[33]
- Медаль «В память 850-летия Москвы» (1997)
- Медаль «В память 300-летия Санкт-Петербурга» (2003)[34]

 Поощрения Президента и Правительства Российской Федерации:
- Благодарность Президента Российской Федерации (2001) — за большой вклад в развитие отечественного музыкально-театрального искусства[35]
- Почётная грамота Правительства Российской Федерации (2011) — за заслуги в развитии музыкального искусства и плодотворную творческую деятельность[36]

Региональные награды: 
- Народная артистка Республики Северная Осетия — Алания (1999)[34]
- Медаль «За особый вклад в развитие Кузбасса» I степени (2002) — за многолетнюю плодотворную работу, высокий профессионализм, значительный вклад в социально-экономическое развитие области[37]
- Почётная грамота Правительства Москвы (2009) — за большой вклад в развитие отечественного оперного искусства, активную педагогическую и общественную деятельность и в связи с юбилеем[38]
- Почётный знак «За заслуги перед Санкт-Петербургом» (2009)[39]
- Золотая медаль Законодательного Собрания Санкт-Петербурга (2009)[40]
- орден «Ключ дружбы» (Кемеровская область, 2012)[41]
- Почётный знак «За заслуги перед Санкт-Петербургом» (2013)[42]

Награды вокальных конкурсов:
- 1962 — Золотая медаль 8-го Всемирного фестиваля молодёжи и студентов в Хельсинки[34]
- 1962 — 1-я премия Всесоюзного конкурса вокалистов имени М. И. Глинки[34]
- 1970 — 1-я премия Международного конкурсе имени П. И. Чайковского в Москве[34]
- 1970 — 1-я премия Международного конкурса вокалистов имени Ф. Виньяса в Барселоне[34]

Иностранные награды:
- Медаль Э. Гранадоса (Испания, 1970)[34]
- Награда города Сан-Франциско «За выдающиеся заслуги перед обществом» (США, 1977)[34]
- Диплом «За выдающуюся интерпретацию» в категории «Музыкальные телевизионные программы» XIV Международного фестиваля телевизионных фильмов «Злата Прага» (Чехословакия, 1977)[34]
- Памятная медаль Б. Бартока (Венгрия, 1982)[34]
- Почетная медаль КНР (1994)[34]
- орден святого Николая Чудотворца (Украина, 1998)[34]
- Почетная медаль Фонда З. Анджапаридзе (Грузия, 2001)[34]
- орден Николая Чудотворца «За преумножение добра на земле» (Фонд международных премий на Украине, 2003)[34]
- Золотая медаль Министерства культуры Республики Армения (2009) — за весомый вклад в мировое оперное искусство и деятельность, направленную на укрепление армяно-российских культурных связей[43]
- Золотая медаль театра «Лисео» (Испания, 2009)[34]

Конфессиональные награды:
- орден святого благоверного князя Даниила Московского I степени (РПЦ, 2009) — во внимание к трудам на благо Церкви и в связи с 70-летием со дня рождения[44]
- орден Святой равноапостольной княгини Ольги I степени (РПЦ, 2014)[45]

Общественные премии:
- 1994 — Премия Ассоциации театров Сицилии (Италия)[34]
- 2002 — Российская оперная премия «Casta diva»[46]
- 2004 — Премия «Российский национальный Олимп»[34]
- 2006 — Национальная общественная премия «Добрый Ангел» в номинации «Муза милосердия»[34]
- 2010 — Европейская премия «Trebbia» «За достижения в творческой деятельности» (Чехия)[34]
- 2008 — Российская премия Л. Э. Нобеля (Фонд Людвига Нобеля, Санкт-Петербург)[47]
- 2009 — Премия «Золотая лира» журнала «Планета Красота» (издательство ЮНЕСКО)[34]
- 2011 — Премия «Золотой мост» (Италия)[34]
- 2012 — Премия «Древо жизни» (Благотворительного фонда «Древо жизни», Санкт-Петербург)[34]
- 2014 — Международная премия за развитие и укрепление гуманитарных связей в странах Балтийского региона «Балтийская звезда» (Министерство культуры и массовых коммуникаций РФ, Союз театральных деятелей РФ, комитет по культуре правительства Санкт-Петербурга)[48]

Призы:
- 1972 — Приз «Золотое перо критики» (Висбаден)[34]
- 1978 — Приз «Золотой Верди» (Италия)[34]
- 1982 — Гран-при Французской академии грамзаписи[34]
- 1982 — Приз «В благодарность за участие в открытии XX Международного конкурса им. Ф. Виньяса» (Испания)[34]
- ???? — Приз «Золотой диск» фирмы «Мелодия» — за грампластинку «Романсы П. И. Чайковского»[49]
- 2010 — Приз «В память об участии в открытии 47 конкурса им. Ф. Виньяса» (Испания)[34]

Общественные награды:
- 1999 — орден Искусств Русской Академии искусствознания и музыкального исполнительства[34]
- 1999 — Почётная медаль Академии российского искусства[34]
- 2004 — орден «Звезда Созидания» (Российская Национальная академия культуры, меценатства и благотворительности[34]
- 2004 — Знак ордена Святого Александра Невского «За труды и Отечество»
- 2006 — Золотой орден «Служение искусству» (Общественное движение «Добрые люди мира»)[34]
- 2007 — орден Ломоносова (Национальный комитет общественных наград Российской Федерации)[34]
- 2008 — орден Екатерины Великой (Академия проблем и безопасности, обороны и правопорядка)[34]
- 2008 — орден «За усердие во благо Отечества» (Национальный Фонд «Во благо Отечества»)[34]
- 2009 — орден Славы (Международная Академия творчества)[34]

24 октября 1981 года открыта малая планета № 4623, которая получила имя «Образцова». В 2003 году была выпущена почтовая марка с портретом Е. Образцовой в серии «Знаменитые петербуржцы».

## Память
В июне-июле 2015 года состоялось европейское турне сопрано А. Нетребко, баса И. Абдразакова, тенора А. Антоненко и меццо-сопрано Е. Губановой, посвящённое памяти певицы. В Париже (Версаль), Вене, Москве, Праге и Барселоне артисты исполнили арии из итальянских опер в сопровождении оркестров под управлением дирижёра М. Армильято.
14 октября 2014 года в Москве, в Мемориальной усадьбе Ф. И. Шаляпина, открылась большая выставка к юбилею певицы, которая продлилась до 25 января 2015 года.
В Санкт-Петербурге именем певицы назван сквер на пересечении улиц Декабристов и Писарева в непосредственной близости от Мариинского театра.
Творчеству и памяти оперной певицы посвящены документальные фильмы и телепередачи:
- «Елена Образцова. „Прощай, королева!“» («Первый канал», 2015)[55][56]
- «Елена Образцова. „Люблю в последний раз“» («Домашний», 2015)[57]
- «Елена Образцова. „Легенда музыки“» («Звезда», 2020)[58]